# Expressionism (film)
Expressionism inom filmen utvecklades i Tyskland, med Berlin som huvudsäte, under 1920-talet. 

## Företrädare
En av de första företrädarna för expressionismen inom filmen var Paul Wegener, som 1913 regisserade och spelade huvudrollen i Der Student von Prag, och sedan gjorde tre filmer om den judiska Golem-legenden: Der Golem (1915, förlorad så när som på några fragment), Der Golem und die Tänzerin (1918, förlorad), och Der Golem, wie er in die Welt kam (1920).
Inriktningen fick dock sitt stora genombrott först efter kriget, med Robert Wienes Das Cabinet des Dr. Caligari (1919), och bland de viktigaste regissörerna återfinns Fritz Lang med Der müde Tod (1921) och Dr. Mabuse, der Spieler (1922), F.W. Murnau med Nosferatu, eine Symphonie des Grauens (1921) och Faust (1926), och Paul Leni med Hintertreppe (1921) och Das Wachsfigurenkabinett (1924).